# Andrej Kubál
Andrej Kubál (19. dubna 1880 Trnava – 6. října 1957) byl československý politik a meziválečný poslanec Národního shromáždění za Československou sociálně demokratickou stranu dělnickou.

## Biografie
Už v roce 1913 se uvádí jako účastník schůze slovenských socialistů (Sociálně demokratická strana Uherska, respektive Slovenská sociálně demokratická strana Uherska) v Prešpurku.
Podle údajů k roku 1920 byl profesí zedníkem v Trnavě. Působil též jako redaktor a vydavatel listu Trnavský kraj. Patřil mezi spoluzakladatele sociální demokracie v Trnavě.
V letech 1918-1920 zasedal v Revolučním národním shromáždění. V parlamentních volbách v roce 1920 se stal za Československou sociálně demokratickou stranu dělnickou poslancem Národního shromáždění.